# Косостеблик високий
Косостеблик високий (Plagiomnium elatum) — вид мохів порядку головмохальних (Bryales).

## Поширення
Ареал охоплює такі частини світу: Європа, Північна Америка, Азія.